# Belišće
Belišće – miasto w Chorwacji, w żupanii osijecko-barańskiej, siedziba miasta Belišće. W 2011 roku liczyło 6518 mieszkańców.

## Geografia
Belišće leży 31 km na północny zachód od Osijeku, nad Drawą. Na południu graniczy z miastem Valpovo.
Przez miasto przebiegają linia kolejowa do Bizovaca i droga Osijek – Donji Miholjac. Miejscowa gospodarka oparta jest na przemyśle chemicznym, drzewnym, elektrycznym, maszynowym i metalowym.

## Historia
Belišće powstało pod koniec XIX wieku jako osada robotnicza przy tartaku należącym do węgierskiego rodu Gutmannów. Nastąpił napływ ludności z innych części Chorwacji. W drugiej połowie XX wieku miał miejsce rozwój przemysłu papierniczego.